# Darrell Larson
Darrell Larson (* 13. Dezember 1950 in Tracy, Kalifornien) ist ein US-amerikanischer Schauspieler.

## Leben
Larson begann seine Schauspielkarriere im Jahr 1970. Bereits in den ersten beiden Jahren erhielt er Gastrollen in Fernsehserien wie Bonanza und Dan Oakland, zudem war er unter anderem in einer Nebenrolle in Jack Lemmons einziger Regiearbeit, Opa kann’s nicht lassen, zu sehen. 1972 spielte er im Western Der Todesritt der glorreichen Sieben. In der Folge gelang es ihm zwar nicht, sich als Hauptdarsteller durchzusetzen, er wurde jedoch in den 1970er Jahren unter anderem in den Blockbustern Futureworld – Das Land von Übermorgen und Das China-Syndrom in Nebenrollen besetzt. In den 1980er Jahren spielte er in kleineren Filmprojekten, zum Beispiel an der Seite von Klaus Kinski im B-Movie Der Android und neben Fred Ward in UFOria. 
1986 erhielt er eine der Hauptrollen in der CBS-Fernsehserie Morningstar/Eveningstar, die jedoch nach sieben Folgen abgesetzt wurde. Von 1988 bis 1989 spielte er an der Seite von Kate Mulgrew in der Krankenhausserie Herzschlag des Lebens. Diese wurde nach 18 Episoden eingestellt. Bis zum Ende der 2000er Jahre war er in Film und Fernsehen tätig, seinen letzten Fernsehauftritt hatte er in einer Episode der Krimiserie Law & Order: Special Victims Unit im Jahr 2010.
Larson ist in zweiter Ehe mit der Drehbuchautorin Susanna Styron verheiratet, mit der er zwei Kinder hat. Ein weiteres Kind ging aus der ersten Ehe hervor.

## Filmografie (Auswahl)

### Fernsehen
- 1970: Bonanza
- 1970: Dan Oakland (Dan August)
- 1972: Rauchende Colts (Gunsmoke)
- 1974: Cannon
- 1976: Petrocelli
- 1978: Pazifikgeschwader 214 (Baa Baa Black Sheep)
- 1978: Project U.F.O.
- 1980: Mrs. Columbo
- 1986: L.A. Law – Staranwälte, Tricks, Prozesse (L.A. Law)
- 1987: Matlock
- 1994: Diagnose: Mord (Diagnosis Murder)
- 2006: Conviction
- 2010: Law & Order: Special Victims Unit

### Film
- 1971: Opa kann’s nicht lassen (Kotch)
- 1972: Der Todesritt der glorreichen Sieben (The Magnificent Seven Ride!)
- 1976: Futureworld – Das Land von Übermorgen (Futureworld)
- 1979: Das China-Syndrom (The China Syndrome)
- 1980: Der Tag, an dem die Welt unterging (When Time Ran Out …)
- 1982: Der Android (Android)
- 1983: Projekt Brainstorm (Brainstorm)
- 1985: UFOria
- 1990: Men at Work
- 1992: Ein ganz normaler Held (Hero)
- 1995: Stuart Stupid – Eine Familie zum Kotzen (Stuart Saves His Family)
- 1996: Auge um Auge (Eye for an Eye)
- 1998: Seite an Seite (Stepmom)
- 2004: Der Manchurian Kandidat (The Manchurian Candidate)
- 2008: Rachels Hochzeit (Rachel Getting Married)